# مستشفى القديسة آنا (هيرنه)

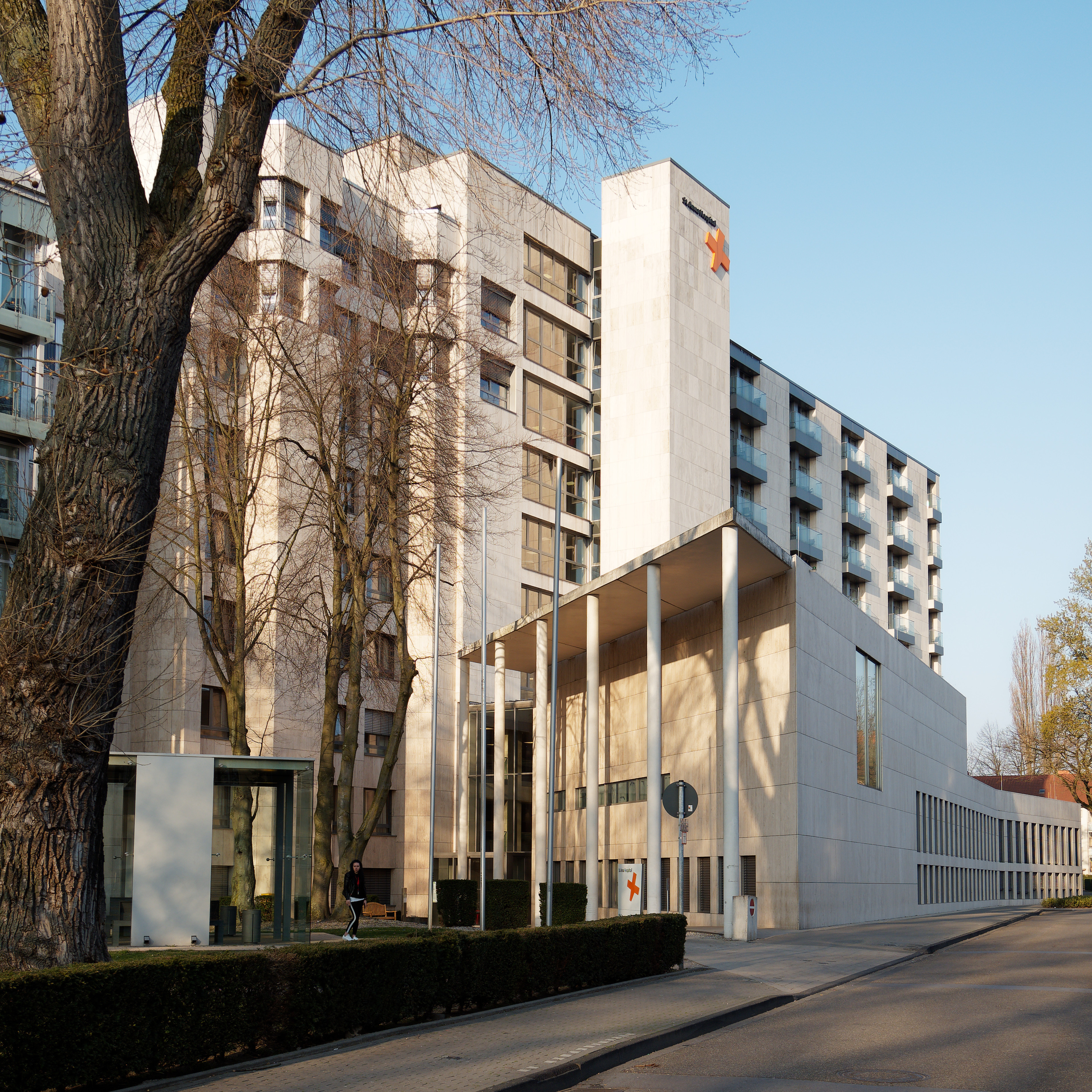

مستشفى القديسة آنا (بالألمانية: St. Anna Hospital) ويَقَع في مدينة هيرنه الألمانية وتم أفتتاحه بتاريخ 27 سبتمبر 1901. وكان يحتوي وَقتَها على 40 سرير. أرتفع العدد إلى 350 سرير في الوَقت الحالي.

## وَصلات خارجية
- http://www.annahospital.de